# Bernhard Grünert

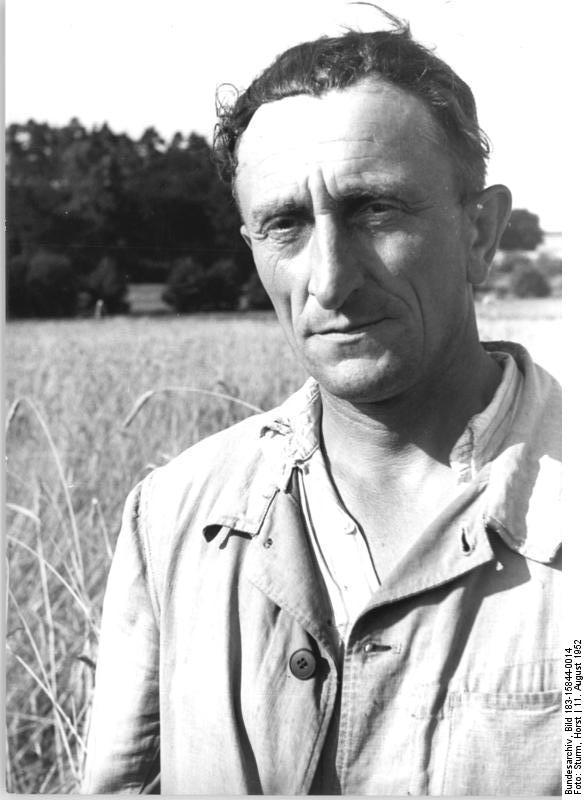
Bernhard Grünert 1952

Bernhard Grünert  (* 3. August 1906 in Bergen, Landkreis Schweidnitz, Niederschlesien; † 21. Oktober 1997) war ein Politiker der SED, der unter anderem zwischen 1950 und 1952 Abgeordneter des Landtages von Brandenburg sowie von 1952 bis 1975 Vorsitzender der Landwirtschaftlichen Produktionsgenossenschaft (LPG) Thomas Müntzer in Worin war.

## Leben

### Berufsausbildung, KPD-Funktionär und Zweiter Weltkrieg
Grünert, Sohn eines Gutsarbeiters, war nach der Einklassen-Dorfschule zunächst als Landarbeiter tätig und absolvierte dann zwischen 1922 und 1925 eine Berufsausbildung zum Maurer. Während dieser Zeit trat er 1923 in den Kommunistischen Jugendverband Deutschlands (KJVD) sowie 1925 in die Kommunistische Partei Deutschlands (KPD) ein, in der er sich als Organisationsleiter einer Ortsgruppe und später als Mitglied der KPD-Bezirksleitung von Breslau engagierte. Er arbeitete zwischen 1925 und 1933 als Maurer und Gelegenheitsarbeiter und nach einer vorübergehenden Inhaftierung nach der Machtergreifung durch die Nationalsozialistische Deutsche Arbeiterpartei (NSDAP) 1933 in den Jahren 1934 bis 1940 überwiegend als Bauarbeiter auf Großbaustellen. 
Er wurde während des Zweiten Weltkrieges 1940 zum Militärdienst in der Wehrmacht eingezogen und zuletzt zum Unteroffizier befördert. Nach seiner Gefangennahme befand er sich in US-amerikanischer Kriegsgefangenschaft, ehe ihm im Dezember 1945 die Flucht in die Sowjetische Besatzungszone (SBZ) gelang.

### Landtagsabgeordneter in Brandenburg und LPG-Vorsitzender
Im Anschluss war Grünert zuerst wieder als Bauarbeiter tätig und wurde im März 1946 Neubauer in Worin im Landkreis Lebus. Dort begann er nach seinem Eintritt in die SED 1946 auch seine politische Laufbahn als Vorsitzender des Ortsausschusses der Vereinigung der gegenseitigen Bauernhilfe (VdgB) und als Bürgermeister von Gusow in den Jahren 1946 und 1948. Zugleich fungierte er 1947 als Vorsitzender des Kreisausschusses der VdgB im Landkreis Lebus und 1949 als Mitglied des SED-Kreisvorstandes im Landkreis Lebus, der 1950 zum Landkreis Seelow wurde, sowie des SED-Landesvorstandes von Brandenburg. Nachdem er zwischen September und Dezember 1950 die Bauern-Hochschule Edwin Hoernle in Paretz absolviert hatte, wurde er bei den Wahlen vom 15. Oktober 1950 Abgeordneter des Landtages von Brandenburg und gehörte diesem bis zur Auflösung 1952 an.
Am 27. Juni 1952 gehörte Grünert zu den Mitbegründern der Landwirtschaftlichen Produktionsgenossenschaft (LPG) Thomas Müntzer in Worin, einer der ersten LPG'en in der DDR. Als Autor ihres Statuts, das später Grundlage des Musterstatuts für die LPG Typ I wurde, war er im Dezember 1952 Teilnehmer der Ersten Konferenz der Vorsitzenden und Aktivisten der Landwirtschaftlichen Produktionsgenossenschaften. Von der Konferenz wurde er beauftragt, die dort beschlossenen Musterstatuten vor dem Ministerrat der Deutschen Demokratischen Republik zu vertreten. In der Folgezeit war er bis 1975 Vorsitzender der LPG Thomas Müntzer, die sich 1969 zur Groß-LPG entwickelte, nachdem die Kooperation zwischen den einzelnen kleineren LPG'en mit dem Ziel vorangetrieben wurde, zu einer höheren Konzentration und Spezialisierung der Produktion zu kommen.

### ZK-Mitglied und Auszeichnungen
Neben seiner Funktion als LPG-Vorsitzender war er von 1954 bis 1957 auch stellvertretender Vorsitzender des Zentralvorstandes der VdgB und wurde auf dem 4. Parteitag der SED vom 30. März bis 6. April 1954 zum Mitglied des ZK gewählt, dem er bis zum IX. Parteitag vom 18. bis 22. Mai 1976 angehörte, auf dem er dann nicht wiedergewählt wurde. Zugleich war Grünert, der an zahlreichen Delegationsreisen in RGW-Mitgliedsländer teilnahm, zwischen 1956 und 1981 Mitglied der SED-Bezirksleitung des Bezirks Frankfurt (Oder). 1952 wurde ihm der Titel als staatlich geprüfter Landwirt zuerkannt. Zugleich fungierte er zwischen 1963 und 1965 als Vorsitzender des Bezirks-Landwirtschaftsrates im Bezirk Frankfurt (Oder) sowie von 1963 bis 1972 auch als Mitglied des Landwirtschaftsrates der DDR beziehungsweise des daraus hervorgegangenen Rates für landwirtschaftliche Produktion und Nahrungsgüterwirtschaft der DDR.
Für seine langjährigen Verdienste wurde ihm unter anderem am 29. August 1956 der Vaterländische Verdienstorden in Bronze, am 14. September 1966 der Vaterländische Verdienstorden in Gold sowie 1968 der Karl-Marx-Orden verliehen, der bedeutendste und höchstdotierte Verdienstorden der DDR. 1981 erhielt er die Ehrenspange zum Vaterländischen Verdienstorden. Zuletzt wurde Grünert, der 1982 Vorsitzender des Bezirksvorstandes der VdgB im Bezirk Frankfurt (Oder) war, 1986 mit dem Stern der Völkerfreundschaft ausgezeichnet.

## Darstellung Grünerts in der bildenden Kunst der DDR
- Walter Kreisel: Bernhard Grünert, Held der Arbeit (Porträtplastik, Bronze, 1962)[1]
- Manfred Neumann: Bernhard Grünert, Bauer, SED- und VdgB-Funktionär (1988, Öl; Meininger Museen)[2]